# Кубок футбольной федерации Южной Азии 2008
Кубок футбольной федерации Южной Азии 2008 года проводился в городах Мале (Мальдивы) и Коломбо (Шри-Ланка) с 3 по 14 июня.
Изначально турнир должен был быть проведён в 2007 году, но был отложен до 2008 года.

## Групповая стадия

### Группа A
| Team     | Pld | W | D | L | GF | GA | GD | Pts |
| -------- | --- | - | - | - | -- | -- | -- | --- |
| Индия    | 3   | 3 | 0 | 0 | 7  | 1  | +6 | 9   |
| Мальдивы | 3   | 2 | 0 | 1 | 7  | 2  | +5 | 6   |
| Непал    | 3   | 1 | 0 | 2 | 5  | 9  | -4 | 3   |
| Пакистан | 3   | 0 | 0 | 3 | 2  | 9  | -7 | 0   |

| Индия                                                 | 4 – 0 | Непал |
| ----------------------------------------------------- | ----- | ----- |
| Прадип 26′ · Бхутиа 34′ · Четри 67′ · С. К. Сингх 83′ | Отчёт |       |

| Мальдивы                                    | 3 – 0 | Пакистан |
| ------------------------------------------- | ----- | -------- |
| Шифан 45+2′ · Торик 47′ · Акрам 90+′ (авт.) | Отчёт |          |

| Индия                   | 2 – 1 | Пакистан        |
| ----------------------- | ----- | --------------- |
| Прадип 25′ · Диас 45+1′ | Отчёт | Аднан Ахмед 88′ |

| Мальдивы                                 | 4 – 1 | Непал     |
| ---------------------------------------- | ----- | --------- |
| Исмаил Мохамед 9′ , 46′ · Фазил 50′, 62′ | Отчёт | Гучан 10′ |

| Пакистан | 1 – 4 | Непал                                   |
| -------- | ----- | --------------------------------------- |
| Ишак 52′ | Отчёт | Таманг 3′ · Раямаджхи 5′ · Рай 67′, 86′ |

| Мальдивы | 0 – 1 | Индия     |
| -------- | ----- | --------- |
|          | Отчёт | Сингх 14′ |

### Группа B
| Team       | Pld | W | D | L | GF | GA | GD | Pts |
| ---------- | --- | - | - | - | -- | -- | -- | --- |
| Шри-Ланка  | 3   | 2 | 1 | 0 | 5  | 2  | +3 | 7   |
| Бутан      | 3   | 1 | 1 | 1 | 4  | 4  | 0  | 4   |
| Бангладеш  | 3   | 0 | 2 | 1 | 3  | 4  | -1 | 2   |
| Афганистан | 3   | 0 | 2 | 1 | 5  | 7  | -2 | 2   |

| Бангладеш             | 1 – 1 | Бутан           |
| --------------------- | ----- | --------------- |
| Аруп Кумар Байдия 27′ | Отчёт | Нима Сангай 79′ |

| Шри-Ланка                                      | 2 – 2 | Афганистан    |
| ---------------------------------------------- | ----- | ------------- |
| Чатхура Гунаратхна 8′ · Чанна Эдири 75′ (пен.) | Отчёт | Хабиб 8′, 49′ |

| Бангладеш                           | 2 – 2 | Афганистан                   |
| ----------------------------------- | ----- | ---------------------------- |
| Амели 51′ (пен.) · Амири 75′ (авт.) | Отчёт | Хабиб 9′ · Мустафа Хадид 22′ |

| Шри-Ланка           | 2 – 0 | Бутан |
| ------------------- | ----- | ----- |
| Гунаратхна 25′, 37′ | Отчёт |       |

| Афганистан | 1 – 3 | Бутан                          |
| ---------- | ----- | ------------------------------ |
| Хабиб 88′  | Отчёт | Дорджи 13′ · Гъялтцен 31′, 80′ |

| Шри-Ланка   | 1 – 0 | Бангладеш |
| ----------- | ----- | --------- |
| Мохидин 71′ | Отчёт |           |

## Плей-офф

### 1/2 финала
| Индия                  | 2 – 1 (доп. вр.) | Бутан      |
| ---------------------- | ---------------- | ---------- |
| Четри 30′ · Сингх 120′ | Отчёт            | Дорджи 18′ |

| Шри-Ланка | 0 – 1 | Мальдивы  |
| --------- | ----- | --------- |
|           | Отчёт | Фазил 70′ |

### Финал
| Индия | 0 – 1 | Мальдивы  |
| ----- | ----- | --------- |
|       | Отчёт | Насир 79′ |

| Кубок футбольной федерации Южной Азии 2008 |
| Мальдивы Первый титул                      |

## Составы команд

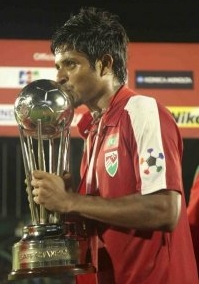
Ибрагим Фазил с чемпионским кубком

Афганистан
вратари Шамсуддин Амири («Кабул Банк») и Эмал Гаривал («Орду Кабул»), защитники Зохиб Ислам Амири («Кабул Банк»), Юсуф Барак («Лофельден»), Башир Ахмад Садат («Майванд»), Кудратулла Хусайни, Джалалуддин Шариятияр («Вайден») и Али Ярзада, полузащитники Сайед Башир Азими, Мохамед Джебран, Убайдулла Карими («Гамм Юнайтед»), Исрафил Кохистани («Кабул Банк»), Милад Салем Нахими («Айнтрахт» Франкфрт), Харез Ариан Хабиб («Лофельден»), Сайед Масуд Хашими и Ата Мухаммед Ямрали («Бергедорф»), нападающие Хашматулла Баракзай, Хафизулла Кадами (оба — «Кабул Банк»), Хамидулла Растагар и Мустафа Хадид («Айнтрахт» Нордерштедт).
главный тренер — Клаус Штерк.
Бангладеш
вратари Аминул Хак (к) («Мохаммедан») и Биплоб Бхаттачарджи («Абахани»), защитники Аруп Кумар Байдия, Раджани Канта Барман («Абахани»), Мохд Арифул Ислам («Мохаммедан»), Кази Назрул Ислам («Абахани»), Хассан Аль-Мамун («Муктиджоддха»), Кази Мофаззаль Хуссейн Сайкат («Мохаммедан»), Атикюр Рахман Мешу («Бразерс Юнион») и Вали Файсал («Абахани»), полузащитники Азиз Арман («Мохаммедан»), Ариф Хан Джой, Мамунул Ислам (оба — «Абахани»), Файсал Махмуд («Бразерс Юнион»), Мехди Хасан Удджаль, Эманул Хак и Абдул Хуссейн (все — «Абахани»), нападающие Джахид Хасан Амели («Абахани»), Абдул Батен Комол («Мохаммедан») и Захид Парвиз Чоудхури («Абахани»).
главный тренер — Абу Юсуф Мухаммед Билал.
Бутан
вратари Джигме Сингай («Йидзин») и Пуспалал Шарма («Транспорт Юнайтед»), защитники Кинлей Вангчук, Пема Дорджи, Ченчо Нио и Пема Ринчен (все — «Йидзин»), Кинлей Тензин, Сангай Ханду («Транспорт Юнайтед»), Тандин Церинг и Ченгхо Ченгхо, полузащитники Наванг Дендуп («Транспорт Юнайтед»), Йешей Дорджи («Йидзин»), Кинлей Дорджи, Нима Сангай («Друк Пол»), Пассанг Церинг («Транспорт Юнайтед») и Пема Чопел («Йидзин»), нападающие Йешей Гъялцен («Друк Стар») и Вангай Дорджи
главный тренер — Кодзи Гётоку.
Индия
вратари Субрата Пал («Ист Бенгал») и Субхасиш Рой Чоудхури («Махиндра Юнайтед»), защитники Анвар Али (ДжКТ), Махеш Гаули («Демпо»), Нанджагуд Манджу и Дипак Мондал (оба — «Мохун Баган»), Самир Субаш Наик («Демпо») и Гоураманги Сингх («Черчилль Бразерс»), полузащитники Мехраджуддин Ваду («Ист Бенгал»), Стивен Диас («Махиндра Юнайтед»), Сампат Каттимани («Мумбаи»), Климакс Лоуренс («Демпо»), Папаччан Прадип («Махиндра Юнайтед»), Бунго Сингх («Черчилль Бразерс») и Ренеди Сингх («Ист Бенгал»), нападающие Байчунг Бхутиа («Мохун Баган»), Манджит Сингх и Сушил Кумар Сингх («Махиндра Юнайтед»), Сунил Четри («ДжКТ») и Абхишек Ядав («Мумбаи»)
главный тренер — Боб Хафтон.
Мальдивы
вратари Имран Мохамед («Виктори Мале»), защитники Ибрагим Амиль, Ассад Абдул Гани (оба — «Нью Радиант»), Мохамед Джамиль («Валенсия Мале»), Собах Мохамед («Виктори Мале») и Мохамед Нихан Нассир («Нью Радиант»), полузащитники Мохамед Ариф («Валенсия Мале»), Шамвил Касим («Нью Радиант»), Исмаил Мохамед, Ахмед Саид (оба — «Виктори Мале»), Али Умар (ВБ СК), Ибрагим Фазил (ДПММ) и Мохамед Шифан («Нью Радиант»), нападающие Али Ашфак (ДПММ), Мухтар Насир («Валенсия Мале»), Ахмед Торик («Нью Радиант») и Шиназ Хильми («Валенсия Мале»).
главный тренер — Йозеф Янкех.
Непал
вратари Бикаш Малла («Трибхуван Арми») и Ритеш Тхапа («Махендра Полис»), защитники Бирадж Махарджан («Нью Роуд»), Сандип Рай («Три Стар»), Сагар Тхапа («Нью Роуд»), Чхун Бахадур Тхапа («Трибхуван Арми») и Ракеш Шрестха («Махендра Полис»), полузащитники Биджая Гурунг, Бишан Гучан (оба — «Три Стар»), Парбат Пандей («Махендра Полис»), Нираян Раямаджхи («Нью Роуд»), Раджу Таманг («Трибхуван Арми»), Ананта Радж Тхапа («Махендра Полис») и Нираян Хадка, нападающие Рамеш Будхатоки и Джу Ману Рай (оба — «Махендра Полис»).
главный тренер — Томас Флат.
Пакистан
вратари Сайед Султан Али и Билал Рафик (ПИА), защитники Навид Акрам (ВАПДА), Мухаммед Ахмед (КРЛ), Мухаммед Имран («Пакистан Арми»), Мухаммед Ирфан (ПИА), Самар Ишак (КРЛ), Зеш Рехман («Куинз Парк Рейнджерс») и Насрулла Хан (ПИА), полузащитники Абдул Азиз (НБП), Аднан Фарук Ахмед («Транмир Роверс»), Атиф Башир («Хаверфордуэст Каунти»), Имран Ниязи (ВАПДА), Кашиф Сиддики (Южная Каролина), Захид Хамид (ВАПДА), Джадид Хан Патхан («Афган») и Фарук Шах (НБП), нападающие Ариф Мехмуд (ВАПДА), Асиф Мехмуд («Пакистан Нави») и Мухаммед Касим (КРЛ).
главный тренер — Ахтар Мухйиддин.
Шри-Ланка
вратари Вирай Асанка («Саундерс») и Сугатх Даммика Тхилакаратне («Ратнам»), защитники Тилина Суранда Бандара, Велл Дон Динеш Рувантилака, Прадип Кумара («Полис»), Рамлан Туан Рахим («Эйр Форс»), Джанака Санджая Сильва («Нави»), полузащитники Фазлюр Рахман Абдул Азиз, Мухамед Азмир, Чатхура Вирасингх, Чатхура Гунаратхна, Мохамед Равме Мохидин (все — «Ратнам»), нападающие Нимал Фернандо Дехивалаж («Негомбо Юс»), Касун Джаясурия («Ратнам»), Чатхура Самарасекара и Чанна Эдири («Ратнам»)
главный тренер — Энтони Баландера.

## Бомбардиры
| 4 гола - Харез Ариан Хабиб 3 гола - Ибрагим Фазил - Чатхура Гунаратхна 2 гола - Джу Ману Рай - Йешей Гъялцен - Исмаил Мохамед - Папаччан Прадип - Сунил Четри - Гоураманги Сингх |